# Balanococcus scirpi
Balanococcus scirpi är en insektsart som först beskrevs av Green 1921.  Balanococcus scirpi ingår i släktet Balanococcus och familjen ullsköldlöss. Inga underarter finns listade i Catalogue of Life.